# Esplanadi
De Esplanade (Fins: Esplanadi, Zweeds: Esplanaden) is een stadspark in de Finse hoofdstad Helsinki en ook de naam van de straten die het aan de noord- en zuidkant begrenzen. Aan de west- en de oostkant liggen respectievelijk het plein Erottaja, waar de Mannerheimweg begint, en het Marktplein.  
Het park is in 1818 door Carl Ludvig Engel ontworpen. 
Aan de oostkant van het park bevinden zich een muziekpaviljoen uit 1939 en het uit 1867 daterende restaurant Kappeli. In het midden van het park staat een bronzen beeld van Johan Ludvig Runeberg gemaakt door zijn zoon Walter Runeberg. Aan het westelijke uiteinde bevindt zich het Zweedse Theater. De Noordelijke en Zuidelijke Esplanade zijn belangrijke winkelstraten.